# Фонте-Нуова
Фонте-Нуова (італ. Fonte Nuova) — муніципалітет в Італії, у регіоні Лаціо,  метрополійне місто Рим-Столиця.
Фонте-Нуова розташоване на відстані близько 17 км на північний схід від Рима.
Населення — 32 149 осіб (2014).
Щорічний фестиваль відбувається 19 березня. Покровитель — San Giuseppe.

## Демографія
Станом на 1 січня 2023 року в муніципалітеті офіційно проживав 5731 іноземець з 89 країн, серед них 3379 громадян країн Євросоюзу та 141 громадянин України.

## Сусідні муніципалітети
- Ментана
- Монтеротондо
- Гуідонія-Монтечеліо
- Рим
- Сант'Анджело-Романо